# Gertrude Tumpel-Gugerell
Gertrude Tumpel-Gugerell (nacida el 11 de noviembre de 1952 en Kapelln) es una economista austriaca, fue vicegobernadora del Banco Nacional de Austria (1998-2003) y exmiembro del Comité Ejecutivo del Banco Central Europeo.